# Lot (Mathematik)

Lot von einem Punkt auf eine Gerade mit Lotfußpunkt

Ein Lot ist in der Geometrie eine Strecke oder Gerade, die auf einer gegebenen Geraden oder Ebene senkrecht steht. Je nachdem, ob es sich um eine Gerade oder um eine Strecke handelt, spricht man auch von Lotgerade oder Lotstrecke. Der Schnittpunkt des Lots mit der gegebenen Geraden oder Ebene wird Lotfußpunkt genannt. Das Lot kann auf verschiedene Weisen mit Zirkel und Lineal geometrisch konstruiert werden. Berechnet werden kann es in der analytischen Geometrie mit Hilfe der Vektorrechnung und des Skalarproduktes, das ein einfaches Mittel ist, um die Orthogonalität zweier Vektoren festzustellen. Die Länge der Lotstrecke ist dann gerade der Abstand (Normalabstand) eines Punkts von der Gerade oder Ebene.
Spezielle Lotgeraden/Lotebenen sind die Mittelsenkrechte zweier Punkte in der Ebene/Raum.

## Definition
Eine Strecke oder Gerade {\displaystyle l} heißt Lot auf eine Gerade {\displaystyle g} oder Ebene {\displaystyle E}, wenn
{\displaystyle l\perp g}   bzw.   {\displaystyle l\perp E}
gilt, wenn sie also senkrecht auf der Geraden oder Ebene steht, also mit ihr einen rechten Winkel bildet. Der Lotfußpunkt ist dann der Schnittpunkt {\displaystyle l\cap g} bzw. {\displaystyle l\cap E} des Lots mit der Geraden oder Ebene.

## Geometrische Konstruktionen
In zwei Dimensionen lässt sich das Lot auf eine Gerade auf einfache Weise mit Zirkel und Lineal konstruieren. Je nachdem, ob ein gegebener Punkt {\displaystyle P} auf der Geraden {\displaystyle g} oder außerhalb liegt, spricht man vom Errichten oder vom Fällen des Lots.

### Errichten des Lots
Ist ein Punkt {\displaystyle P} auf der Geraden {\displaystyle g} gegeben, dann findet man die Lotgerade durch diesen Punkt wie folgt:
Man sticht den Zirkel in den Punkt {\displaystyle P} ein und bestimmt durch Ziehen eines Kreisbogens mit beliebigem Radius zwei Punkte auf {\displaystyle g} mit gleichem Abstand von {\displaystyle P}. Dann vergrößert man den Winkel des Zirkels, sticht ihn jeweils in einen der beiden gefundenen Punkte auf {\displaystyle g} ein und findet durch Ziehen zweier Kreisbögen einen Punkt (von zwei möglichen) außerhalb der Geraden {\displaystyle g} mit gleichem Abstand von den beiden Punkten. Die Gerade, die durch diesen Punkt und den gegebenen Punkt {\displaystyle P} verläuft, ist dann die Lotgerade zu {\displaystyle g} durch {\displaystyle P}.
Eine Alternative, auf einer Geraden {\displaystyle g} durch den Punkt {\displaystyle P} mit eingeschränkten Platzverhältnissen ein Lot zu errichten, zeigt das rechte Bild. Die einfache Konstruktion lässt sich auf folgende Art und Weise beschreiben: Man schlägt um einen frei wählbaren Punkt {\displaystyle M} einen Kreisbogen mit dem Radius {\displaystyle {\overline {MP}}}, bis er die Gerade {\displaystyle g} in {\displaystyle A} schneidet (bspw. kann man {\displaystyle M} so wählen, dass eine gedachte Linie von {\displaystyle M} zu {\displaystyle P} mit der Geraden {\displaystyle g} einen Winkel von ca. 45° bildet). Es folgt das Zeichnen einer Linie ab {\displaystyle A} durch {\displaystyle M}, bis sie den Kreisbogen in {\displaystyle P'} schneidet. Die abschließende Linie, die durch {\displaystyle P} und {\displaystyle P'} verläuft, ist dann die Lotgerade zu {\displaystyle g} durch {\displaystyle P}.

### Fällen des Lots

Fällen des Lots

Alternative Methode zum Fällen des Lots

Ist ein Punkt {\displaystyle P} außerhalb der Geraden {\displaystyle g} gegeben, dann findet man das Lot durch {\displaystyle P} auf {\displaystyle g} wie folgt: Man sticht den Zirkel in den Punkt {\displaystyle P} ein und bestimmt durch Ziehen eines Kreisbogens mit hinreichend großem Radius zwei Punkte auf {\displaystyle g} mit gleichem Abstand von {\displaystyle P}. Dann sticht man jeweils in einen der beiden gefundenen Punkte auf {\displaystyle g} ein und findet durch Ziehen zweier Kreisbögen (mit hinreichend großem Radius) einen weiteren Punkt mit gleichem Abstand von den beiden Punkten. Die Gerade, die durch diesen Punkt und den gegebenen Punkt {\displaystyle P} verläuft, ist dann die Lotgerade zu {\displaystyle g} durch {\displaystyle P} und der Schnittpunkt dieser Lotgeraden mit {\displaystyle g} ist der Lotfußpunkt {\displaystyle F}.
Eine alternative Konstruktion, von einem gegebenen Punkt das Lot auf eine Gerade zu fällen, besteht darin, den Zirkel an zwei beliebigen Punkten {\displaystyle M_{1}} und {\displaystyle M_{2}} auf der Geraden einzustechen und jeweils den Kreis, der durch den gegebenen Punkt {\displaystyle P} verläuft, einzuzeichnen. Diese beiden Kreise schneiden sich dann in einem weiteren Punkt {\displaystyle P'} außerhalb der Gerade und die Linie die durch {\displaystyle P} und {\displaystyle P'} verläuft, ist dann die Lotgerade durch {\displaystyle P}. Diese Konstruktion kann auch für Spiegelungen benutzt werden.

## Berechnung

### In der Ebene

Lotgerade (rot) zu einer Gerade und einem Punkt

#### Lotgerade, Fußpunkt
Für einen Punkt {\displaystyle P\colon {\vec {p}}} und eine Gerade {\displaystyle g\colon {\vec {x}}={\vec {a}}+s{\vec {r}}} in der Ebene hat diejenige Gerade {\displaystyle h} (Lotgerade) durch {\displaystyle P}, die auf {\displaystyle g} senkrecht steht, die Normalenform
(LG2) {\displaystyle \ h\colon ({\vec {x}}-{\vec {p}})\cdot {\vec {r}}=0,}
denn der Richtungsvektor {\displaystyle {\vec {r}}} der Geraden {\displaystyle g} ist ein Normalenvektor der Lotgeraden {\displaystyle h}. Hierbei bezeichnet {\displaystyle \cdot } das Skalarprodukt zweier Vektoren. Soll der Lotfußpunkt {\displaystyle F\colon {\vec {f}}} (Schnittpunkt von {\displaystyle g,h}) bestimmt werden, setzt man die Parameterdarstellung von {\displaystyle g} in die Gleichung der Lotgeraden ein, löst nach {\displaystyle s} auf und setzt das Ergebnis in die Parameterdarstellung von {\displaystyle g} ein. Es ergibt sich:
(LF2) {\displaystyle \ F\colon {\vec {f}}={\vec {a}}+{\frac {({\vec {p}}-{\vec {a}})\cdot {\vec {r}}}{{\vec {r}}\cdot {\vec {r}}}}\;{\vec {r}}}
Andere Vorgaben:

a) Falls die Gerade {\displaystyle g} durch zwei Punkte {\displaystyle \;A\colon {\vec {a}},\;B\colon {\vec {b}}\;} gegeben ist, kann man {\displaystyle {\vec {r}}={\vec {b}}-{\vec {a}}} setzen.

b) Falls die Gerade {\displaystyle g} durch die Gleichung {\displaystyle \;y=mx+d\;} gegeben ist, hat die Lotgerade durch den Punkt {\displaystyle P=(x_{0},y_{0})} die Gleichung {\displaystyle \;y=-{\tfrac {1}{m}}(x-x_{0})+y_{0}\;}. Der Lotfußpunkt ist der Schnittpunkt beider Geraden. Alternativ kann man {\displaystyle A=(0,d)} und {\displaystyle {\vec {r}}=\textstyle {1 \choose m}} setzen und die obige Formel verwenden.

c) Falls die Gerade {\displaystyle g} durch die Gleichung {\displaystyle \;ax+by=d\;} oder in Normalenform {\displaystyle \;{\vec {x}}\cdot {\vec {n}}=d\;} mit {\displaystyle {\vec {n}}=\textstyle {a \choose b}} beschrieben wird, kann man {\displaystyle {\vec {r}}=\textstyle {-b \choose a}} setzen und für {\displaystyle A} einen der Achsenschnittpunkte wählen.

#### Mittelsenkrechte
Die Mittelsenkrechte zweier Punkte {\displaystyle \;A\colon {\vec {a}},\;B\colon {\vec {b}}\;} ist die Lotgerade durch den Mittelpunkt {\displaystyle \;P\colon {\vec {p}}={\tfrac {{\vec {a}}+{\vec {b}}}{2}}\;} der Strecke {\displaystyle AB}. Mit {\displaystyle {\vec {r}}={\vec {b}}-{\vec {a}}} erhält man aus der Formel (LG2):
{\displaystyle ({\vec {x}}-{\vec {p}})\cdot {\vec {r}}=({\vec {x}}-{\tfrac {{\vec {a}}+{\vec {b}}}{2}})\cdot ({\vec {b}}-{\vec {a}})=0\quad \Leftrightarrow }
(MS) {\displaystyle \ {\vec {x}}\cdot ({\vec {b}}-{\vec {a}})={\tfrac {1}{2}}({\vec {b}}^{2}-{\vec {a}}^{2})}
In Koordinaten ergibt sich für {\displaystyle A=(a_{1},a_{2}),\;B=(b_{1},b_{2})\colon }
{\displaystyle (b_{1}-a_{1})x+(b_{2}-a_{2})y={\tfrac {1}{2}}(b_{1}^{2}-a_{1}^{2}+b_{2}^{2}-a_{2}^{2})}

### Im Raum

#### Punkt und Gerade

Lotebene (rot) zu einer Geraden und einem Punkt

Setzt man in der obigen Formel (LG2) Vektoren aus dem {\displaystyle \mathbb {R} ^{3}} ein, so beschreibt sie diejenige Ebene durch {\displaystyle P\colon {\vec {p}}}, die auf der Geraden {\displaystyle \;g\colon {\vec {x}}={\vec {a}}+s{\vec {r}}\;} senkrecht steht, also die Lotebene:
(PGLE3) {\displaystyle \ \lambda \colon ({\vec {x}}-{\vec {p}})\cdot {\vec {r}}=0}
Der Schnittpunkt der Lotebene mit der Geraden {\displaystyle g} ergibt sich aus der 3-dimensionalen Form der obigen Formel (LF2):
(PGLF3) {\displaystyle \ F\colon {\vec {f}}={\vec {a}}+{\frac {({\vec {a}}-{\vec {p}})\cdot {\vec {r}}}{{\vec {r}}\cdot {\vec {r}}}}\;{\vec {r}}}
{\displaystyle F} ist der Lotfußpunkt.

Die Gerade {\displaystyle {\overline {PF}}} schneidet die Gerade {\displaystyle g} in {\displaystyle F} senkrecht. Also ist
(PGLG3) {\displaystyle \ h\colon {\vec {x}}={\vec {p}}+t({\vec {f}}-{\vec {p}})}
die Lotgerade von {\displaystyle P} auf {\displaystyle g}.

#### Punkt und Ebene
Für den Punkt {\displaystyle P\colon {\vec {p}}} und die Ebene {\displaystyle \;\varepsilon \colon {\vec {x}}\cdot {\vec {n}}=d\;} ist
(PELG3) {\displaystyle \ h\colon {\vec {x}}={\vec {p}}+s{\vec {n}}}

Lotgerade (rot) zu einer Ebene und einen Punkt

die Lotgerade. Der Schnittpunkt der Lotgeraden mit der Ebene liefert durch Einsetzen der Geradengleichung in die Ebenengleichung den Lotfußpunkt:
(PELF3) {\displaystyle \ F\colon {\vec {f}}={\vec {p}}+{\frac {d-{\vec {p}}\cdot {\vec {n}}}{{\vec {n}}\cdot {\vec {n}}}}{\vec {n}}}
Alternative Vorgabe: Falls die Ebene in der Form {\displaystyle \;{\vec {x}}={\vec {a}}+s{\vec {u}}+t{\vec {v}}\;} gegeben ist, kann man {\displaystyle \;{\vec {n}}={\vec {u}}\times {\vec {v}}\;} setzen.

#### Mittellotebene
Die Mittellotebene zweier Punkte {\displaystyle \;A\colon {\vec {a}},\;B\colon {\vec {b}}\;} ist die Lotebene durch den Mittelpunkt {\displaystyle \;P\colon {\vec {p}}={\tfrac {{\vec {a}}+{\vec {b}}}{2}}\;} der Strecke {\displaystyle AB}. Mit {\displaystyle {\vec {r}}={\vec {b}}-{\vec {a}}} erhält man, wie im ebenen Fall (Mittelsenkrechte), aus der Formel (PGLE3):
{\displaystyle ({\vec {x}}-{\vec {p}})\cdot {\vec {r}}=({\vec {x}}-{\tfrac {{\vec {a}}+{\vec {b}}}{2}})\cdot ({\vec {b}}-{\vec {a}})=0\quad \Leftrightarrow }
(MLE) {\displaystyle \ {\vec {x}}\cdot ({\vec {b}}-{\vec {a}})={\tfrac {1}{2}}({\vec {b}}^{2}-{\vec {a}}^{2})}
In Koordinaten ergibt sich für {\displaystyle A=(a_{1},a_{2},a_{3}),\;B=(b_{1},b_{2},b_{3})\colon }
{\displaystyle (b_{1}-a_{1})x+(b_{2}-a_{2})y+(b_{3}-a_{3})z={\tfrac {1}{2}}(b_{1}^{2}-a_{1}^{2}+b_{2}^{2}-a_{2}^{2}+b_{3}^{2}-a_{3}^{2})}